# فاندو
فاندو (بالإنجليزية: Vandu)‏ هي قرية تقع في إستونيا في Kadrina Parish.

## أعلام
- أوتو ستراندمان